# Llista d'espècies de saltícids (C)
Llista de les espècies de saltícids per ordre alfabètic, que comencen per la lletra C, descrites fins al 23 de maig del 2006.
- Per a les llistes d'espècies amb les altres lletres de l'alfabet, aneu a l'article principal: Llista d'espècies de saltícids.
- Per a la llista de tots els gèneres vegeu l'article Llista de gèneres de saltícids.

## Canama
Canama Simon, 1903
- Canama dorcas (Thorell, 1881) (Moluques)
- Canama forceps (Doleschall, 1859) (Nova Guinea)
- Canama hinnulea (Thorell, 1881) (Queensland)
- Canama inquirenda Strand, 1911 (Illes Kei)
- Canama lacerans (Thorell, 1881) (Malàisia)
- Canama rutila Peckham i Peckham, 1907 (Borneo)

## Capeta
Capeta Ruiz i Brescovit, 2005
- Capeta tridens Ruiz i Brescovit, 2005 (Brasil)

## Capidava
Capidava Simon, 1902
- Capidava annulipes Caporiacco, 1947 (Guyana)
- Capidava auriculata Simon, 1902 (Brasil)
- Capidava biuncata Simon, 1902 (Brasil)
- Capidava dubia Caporiacco, 1947 (Guyana)
- Capidava rufithorax Simon, 1902 (Perú)
- Capidava saxatilis Soares i Camargo, 1948 (Brasil)
- Capidava uniformis Mello-Leitão, 1940 (Guyana)
- Capidava variegata Caporiacco, 1954 (Guaiana Francesa)

## Carabella
Carabella Chickering, 1946
- Carabella banksi Chickering, 1946 (Panamà)
- Carabella insignis (Banks, 1929) (Panamà)

## Caribattus
Caribattus Bryant, 1950
- Caribattus inutilis (Peckham i Peckham, 1901) (Jamaica)

## Carrhotus
Carrhotus Thorell, 1891
- Carrhotus aeneochelis Strand, 1907 (Java)
- Carrhotus affinis Caporiacco, 1934 (Líbia)
- Carrhotus barbatus (Karsch, 1880) (Filipines)
- Carrhotus bellus Wanless, 1984 (Seychelles)
- Carrhotus catagraphus Jastrzebski, 1999 (Nepal)
- Carrhotus coronatus (Simon, 1885) (Xina, Vietnam fins a Java)
- Carrhotus erus Jastrzebski, 1999 (Nepal)
- Carrhotus harringtoni Prószynski, 1992 (Madagascar)
- Carrhotus kamjeensis Jastrzebski, 1999 (Bhutan)
- Carrhotus malayanus Prószynski, 1992 (Malàisia)
- Carrhotus occidentalis (Denis, 1947) (Iemen)
- Carrhotus olivaceus (Peckham i Peckham, 1907) (Borneo)
- Carrhotus operosus Jastrzebski, 1999 (Nepal)
- Carrhotus pulchellus (Thorell, 1895) (Birmània)
- Carrhotus samchiensis Jastrzebski, 1999 (Bhutan)
- Carrhotus sannio (Thorell, 1877) (Índia fins a Sulawesi)
- Carrhotus scriptus Simon, 1902 (Gabon)
- Carrhotus singularis Simon, 1902 (Sud-àfrica)
- Carrhotus subaffinis Caporiacco, 1947 (Etiòpia)
- Carrhotus taprobanicus Simon, 1902 (Sri Lanka)
- Carrhotus tristis Thorell, 1895 (Índia, Birmània)
- Carrhotus viduus (C. L. Koch, 1846) (Índia fins a la Xina, Java)
- Carrhotus xanthogramma (Latreille, 1819) (Paleàrtic)

## Cavillator
Cavillator Wesolowska, 2000
- Cavillator longipes Wesolowska, 2000 (Zimbabwe)

## Ceglusa
Ceglusa Thorell, 1895
- Ceglusa polita Thorell, 1895 (Birmània)

## Cembalea
Cembalea Wesolowska, 1993
- Cembalea affinis Rollard i Wesolowska, 2002 (Guinea)
- Cembalea heteropogon (Simon, 1910) (Sud-àfrica)
- Cembalea plumosa (Lessert, 1925) (Tanzània, Sud-àfrica)

## Ceriomura
Ceriomura Simon, 1901
- Ceriomura cruenta (Peckham i Peckham, 1894) (Brasil)
- Ceriomura perita (Peckham i Peckham, 1894) (Perú)

## Cerionesta
Cerionesta Simon, 1901
- Cerionesta leucomystax Caporiacco, 1947 (Guyana)
- Cerionesta luteola (Peckham i Peckham, 1893) (St. Vincent)

## Chalcolecta
Chalcolecta Simon, 1884
- Chalcolecta bitaeniata Simon, 1884 (Moluques, Sulawesi)
- Chalcolecta dimidiata Simon, 1884 (Moluques)
- Chalcolecta prensitans (Thorell, 1881) (Nova Guinea, Queensland)

## Chalcoscirtus
Chalcoscirtus Bertkau, 1880
- Chalcoscirtus alpicola (L. Koch, 1876) (Holarctic)
- Chalcoscirtus ansobicus Andreeva, 1976 (Tadjikistan)
- Chalcoscirtus atratus (Thorell, 1875) (Europa)
- Chalcoscirtus bortolgois Logunov i Marusik, 1999 (Mongòlia)
- Chalcoscirtus brevicymbialis Wunderlich, 1980 (Alemanya, Austria fins a Kazakhstan)
- Chalcoscirtus carbonarius Emerton, 1917 (EUA, Canadà, Rússia)
- Chalcoscirtus catherinae Prószynski, 2000 (Iemen, Israel)
- Chalcoscirtus charynensis Logunov i Marusik, 1999 (Kazakhstan)
- Chalcoscirtus diminutus (Banks, 1896) (EUA)
- Chalcoscirtus flavipes Caporiacco, 1935 (Tadjikistan, Karakorum)
- Chalcoscirtus fulvus Saito, 1939 (Japó)
- Chalcoscirtus glacialis Caporiacco, 1935 (Rússia fins a Índia and Alaska)
  - Chalcoscirtus glacialis sibiricus Marusik, 1991 (Rússia)
- Chalcoscirtus grishkanae Marusik, 1988 (Rússia)
- Chalcoscirtus helverseni Metzner, 1999 (Grècia)
- Chalcoscirtus hosseinieorum Logunov, Marusik i Mozaffarian, 2002 (Iran)
- Chalcoscirtus hyperboreus Marusik, 1991 (Rússia)
- Chalcoscirtus infimus (Simon, 1868) (Southern, Europa central fins a Àsia central)
- Chalcoscirtus iranicus Logunov i Marusik, 1999 (Iran)
- Chalcoscirtus janetscheki (Denis, 1957) (Espanya)
- Chalcoscirtus jerusalemicus Prószynski, 2000 (Israel)
- Chalcoscirtus kamchik Marusik, 1991 (Uzbekistan)
- Chalcoscirtus karakurt Marusik, 1991 (Àsia central)
- Chalcoscirtus kirghisicus Marusik, 1991 (Kirguizstan)
- Chalcoscirtus koponeni Logunov i Marusik, 1999 (Rússia)
- Chalcoscirtus lepidus Wesolowska, 1996 (Àsia central)
- Chalcoscirtus martensi Zabka, 1980 (Àsia central, Nepal, Índia, Xina)
- Chalcoscirtus michailovi Logunov i Marusik, 1999 (Kazakhstan)
- Chalcoscirtus minutus Marusik, 1990 (Tadjikistan)
- Chalcoscirtus molo Marusik, 1991 (Kirguizstan)
- Chalcoscirtus nenilini Marusik, 1990 (Kirguizstan)
- Chalcoscirtus nigritus (Thorell, 1875) (Paleàrtic)
- Chalcoscirtus paraansobicus Marusik, 1990 (Àsia central)
- Chalcoscirtus parvulus Marusik, 1991 (Turquia fins a Àsia central)
- Chalcoscirtus platnicki Marusik, 1995 (Kazakhstan)
- Chalcoscirtus pseudoinfimus Ovtsharenko, 1978 (Georgia)
- Chalcoscirtus rehobothicus (Strand, 1915) (Israel)
- Chalcoscirtus sublestus (Blackwall, 1867) (Madeira)
- Chalcoscirtus talturaensis Logunov i Marusik, 2000 (Rússia)
- Chalcoscirtus tanasevichi Marusik, 1991 (Àsia central)
- Chalcoscirtus tanyae Logunov i Marusik, 1999 (Rússia)
- Chalcoscirtus vietnamensis Zabka, 1985 (Vietnam)
- Chalcoscirtus zyuzini Marusik, 1991 (Àsia central)

## Chalcotropis
Chalcotropis Simon, 1902
- Chalcotropis acutefrenata Simon, 1902 (Java)
- Chalcotropis caelodentata Merian, 1911 (Sulawesi)
- Chalcotropis celebensis Merian, 1911 (Sulawesi)
- Chalcotropis decemstriata Simon, 1902 (Filipines)
- Chalcotropis insularis (Keyserling, 1881) (Tonga)
- Chalcotropis luceroi Barrion i Litsinger, 1995 (Filipines)
- Chalcotropis pennata Simon, 1902 (Índia)
- Chalcotropis praeclara Simon, 1902 (Filipines)
- Chalcotropis radiata Simon, 1902 (Sulawesi)

## Chapoda
Chapoda Peckham i Peckham, 1896
- Chapoda festiva Peckham i Peckham, 1896 (Guatemala, Panamà, Brasil)
- Chapoda inermis (F. O. P.-Cambridge, 1901) (de Mèxic fins a Panamà)
- Chapoda Panamàna Chickering, 1946 (Panamà)
- Chapoda peckhami Banks, 1929 (Panamà)

## Charippus
Charippus Thorell, 1895
- Charippus errans Thorell, 1895 (Birmània)

## Cheliceroides
Cheliceroides Zabka, 1985
- Cheliceroides longipalpis Zabka, 1985 (Xina, Vietnam)

## Cheliferoides
Cheliferoides F. O. P.-Cambridge, 1901
- Cheliferoides longimanus Gertsch, 1936 (EUA)
- Cheliferoides planus Chickering, 1946 (Panamà)
- Cheliferoides segmentatus F. O. P.-Cambridge, 1901 (EUA fins a Guatemala)

## Chinattus
Chinattus Logunov, 1999
- Chinattus caucasicus Logunov, 1999 (Iran, Àsia central)
- Chinattus chichila Logunov, 2003 (Nepal)
- Chinattus emeiensis (Peng i Xie, 1995) (Xina)
- Chinattus furcatus (Xie, Peng i Kim, 1993) (Xina)
- Chinattus parvulus (Banks, 1895) (EUA, Canadà)
- Chinattus sinensis (Prószynski, 1992) (Xina)
- Chinattus taiwanensis Bao i Peng, 2002 (Taiwan)
- Chinattus tibialis (Zabka, 1985) (Xina, Vietnam)
- Chinattus undulatus (Song i Chai, 1992) (Xina)
- Chinattus validus (Xie, Peng i Kim, 1993) (Xina)
- Chinattus wulingensis (Peng i Xie, 1995) (Xina)
- Chinattus wulingoides (Peng i Xie, 1995) (Xina)

## Chinoscopus
Chinoscopus Simon, 1901
- Chinoscopus ernsti (Simon, 1900) (Veneçuela)
- Chinoscopus flavus (Peckham, Peckham i Wheeler, 1889) (Panamà, Colòmbia)
- Chinoscopus gracilis (Taczanowski, 1872) (Equador, Brasil, Guaiana Francesa)
- Chinoscopus maculipes Crane, 1943 (Trinidad, Veneçuela, Brasil, Guyana, Equador)

## Chira
Chira Peckham i Peckham, 1896
- Chira distincta Bauab, 1983 (Brasil)
- Chira fagei Caporiacco, 1947 (Guyana)
- Chira flavescens Caporiacco, 1947 (Guyana)
- Chira gounellei (Simon, 1902) (Brasil, Paraguai, Argentina)
- Chira guianensis (Taczanowski, 1871) (Perú fins a Guyana)
- Chira lanei Soares i Camargo, 1948 (Brasil)
- Chira lucina Simon, 1902 (Brasil, Guyana)
- Chira micans (Simon, 1902) (Brasil, Paraguai)
- Chira reticulata (Mello-Leitão, 1943) (Brasil)
- Chira simoni Galiano, 1961 (Brasil, Paraguai)
- Chira spinipes (Taczanowski, 1871) (Perú fins a Guyana)
- Chira spinosa (Mello-Leitão, 1939) (Honduras fins a Argentina)
- Chira superba Caporiacco, 1947 (Guyana)
- Chira thysbe Simon, 1902 (Brasil, Guyana)
- Chira trivittata (Taczanowski, 1871) (Guatemala fins a Bolívia)
- Chira typica (Mello-Leitão, 1930) (Brasil)

## Chirothecia
Chirothecia Taczanowski, 1878
- Chirothecia amazonica Simon, 1901 (Brasil)
- Chirothecia botucatuensis Bauab, 1980 (Brasil)
- Chirothecia clavimana (Taczanowski, 1871) (Brasil, Guyana)
- Chirothecia crassipes Taczanowski, 1878 (Perú)
- Chirothecia daguerrei Galiano, 1972 (Argentina)
- Chirothecia euchira (Simon, 1901) (Brasil, Argentina)
- Chirothecia minima Mello-Leitão, 1943 (Argentina)
- Chirothecia rosea (F. O. P.-Cambridge, 1901) (Panamà)
- Chirothecia semiornata Simon, 1901 (Brasil)
- Chirothecia soaresi Bauab, 1980 (Brasil)
- Chirothecia uncata Soares i Camargo, 1948 (Brasil)
- Chirothecia wrzesniowskii Taczanowski, 1878 (Equador)

## Chloridusa
Chloridusa Simon, 1902
- Chloridusa viridiaurea Simon, 1902 (Perú, Brasil)

## Chrysilla
Chrysilla Thorell, 1887
- Chrysilla albens Dyal, 1935 (Pakistan)
- Chrysilla delicata Thorell, 1892 (Birmània)
- Chrysilla doriai Thorell, 1890 (Sumatra)
- Chrysilla kolosvaryi Caporiacco, 1947 (Àfrica oriental)
- Chrysilla lauta Thorell, 1887 (Birmània fins a la Xina, Vietnam)
- Chrysilla pilosa (Karsch, 1878) (Nova Gal·les del Sud)

## Clynotis
Clynotis Simon, 1901
- Clynotis albobarbatus (L. Koch, 1879) (Queensland, Nova Gal·les del Sud)
- Clynotis archeyi (Berland, 1931) (Illes Auckland)
- Clynotis barresi Hogg, 1909 (Nova Zelanda)
- Clynotis knoxi Forster, 1964 (Illes Snares)
- Clynotis saxatilis (Urquhart, 1886) (Nova Zelanda)
- Clynotis semiater (L. Koch, 1879) (Queensland)
- Clynotis semiferrugineus (L. Koch, 1879) (Queensland)
- Clynotis severus (L. Koch, 1879) (Austràlia)

## Clynotoides
Clynotoides Mello-Leitão, 1944
- Clynotoides dorae Mello-Leitão, 1944 (Argentina)

## Cobanus
Cobanus F. O. P.-Cambridge, 1900
- Cobanus beebei Petrunkevitch, 1914 (Borneo)
- Cobanus bifurcatus Chickering, 1946 (Panamà)
- Cobanus cambridgei (Bryant, 1943) (Hispaniola)
- Cobanus cambridgei Chickering, 1946 (Panamà)
- Cobanus electus Chickering, 1946 (Panamà)
- Cobanus erythrocras Chamberlin i Ivie, 1936 (Panamà)
- Cobanus extensus (Peckham i Peckham, 1896) (Panamà)
- Cobanus flavens (Peckham i Peckham, 1896) (Panamà)
- Cobanus incurvus Chickering, 1946 (Panamà)
- Cobanus mandibularis (Peckham i Peckham, 1896) (Panamà)
- Cobanus obscurus Chickering, 1946 (Panamà)
- Cobanus perditus (Banks, 1898) (Mèxic)
- Cobanus scintillans Crane, 1943 (Veneçuela)
- Cobanus seclusus Chickering, 1946 (Panamà)
- Cobanus subfuscus F. O. P.-Cambridge, 1900 (Costa Rica, Panamà)
- Cobanus unicolor F. O. P.-Cambridge, 1900 (Costa Rica, Panamà)

## Cocalodes
Cocalodes Pocock, 1897
- Cocalodes cygnatus Wanless, 1982 (Indonesia)
- Cocalodes expers Wanless, 1982 (Nova Guinea)
- Cocalodes innotabilis Wanless, 1982 (Nova Guinea)
- Cocalodes leptopus Pocock, 1897 (Indonesia)
- Cocalodes longicornis Wanless, 1982 (Nova Guinea)
- Cocalodes longipes (Thorell, 1881) (Indonesia, Nova Guinea)
- Cocalodes macellus (Thorell, 1878) (Indonesia, Nova Guinea)
- Cocalodes papuanus Simon, 1900 (Nova Guinea)
- Cocalodes platnicki Wanless, 1982 (Nova Guinea)
- Cocalodes protervus (Thorell, 1881) (Nova Guinea)
- Cocalodes thoracicus Szombathy, 1915 (Nova Guinea)
- Cocalodes turgidus Wanless, 1982 (Nova Guinea)

## Cocalus
Cocalus C. L. Koch, 1846
- Cocalus concolor C. L. Koch, 1846 (Indonesia, Nova Guinea)
- Cocalus gibbosus Wanless, 1981 (Queensland)
- Cocalus limbatus Thorell, 1878 (Indonesia)
- Cocalus murinus Simon, 1899 (Sumatra)

## Coccorchestes
Coccorchestes Thorell, 1881
- Coccorchestes aiyura Balogh, 1980 (Nova Guinea)
- Coccorchestes biak Balogh, 1980 (Nova Guinea)
- Coccorchestes biroi Balogh, 1980 (Nova Guinea)
- Coccorchestes blendae Thorell, 1881 (Nova Guinea)
- Coccorchestes buszkoae Prószynski, 1971 (Nova Guinea)
- Coccorchestes clavifemur Balogh, 1979 (Nova Guinea)
- Coccorchestes fenicheli Balogh, 1980 (Nova Guinea)
- Coccorchestes ferreus Griswold, 1984 (Queensland)
- Coccorchestes fluviatilis Balogh, 1980 (Nova Guinea)
- Coccorchestes giluwe Balogh, 1980 (Nova Guinea)
- Coccorchestes gressitti Balogh, 1979 (Nova Guinea)
- Coccorchestes hamatus Balogh, 1980 (Nova Guinea)
- Coccorchestes hastatus Balogh, 1980 (Nova Guinea)
- Coccorchestes huon Balogh, 1980 (Nova Guinea)
- Coccorchestes ifar Balogh, 1980 (Nova Guinea)
- Coccorchestes ildikoae Balogh, 1979 (Nova Guinea)
- Coccorchestes inermis Balogh, 1980 (Nova Bretanya)
- Coccorchestes jahilnickii Prószynski, 1971 (Nova Guinea)
- Coccorchestes jimmi Balogh, 1980 (Nova Guinea)
- Coccorchestes kaindi Balogh, 1980 (Nova Guinea)
- Coccorchestes karimui Balogh, 1980 (Nova Guinea)
- Coccorchestes mcadami Balogh, 1980 (Nova Guinea)
- Coccorchestes missim Balogh, 1980 (Nova Guinea)
- Coccorchestes otto Balogh, 1980 (Nova Guinea)
- Coccorchestes piora Balogh, 1980 (Nova Guinea)
- Coccorchestes quinquespinosus Balogh, 1980 (Nova Guinea)
- Coccorchestes rufipes Thorell, 1881 (Nova Guinea)
- Coccorchestes sinofi Balogh, 1980 (Nova Guinea)
- Coccorchestes sirunki Balogh, 1980 (Nova Guinea)
- Coccorchestes staregai Prószynski, 1971 (Nova Guinea)
- Coccorchestes suspectus Balogh, 1980 (Nova Guinea)
- Coccorchestes szentivanyi Balogh, 1980 (Nova Guinea)
- Coccorchestes taeniatus Balogh, 1980 (Nova Guinea)
- Coccorchestes tapini Balogh, 1980 (Nova Guinea)
- Coccorchestes triplex Balogh, 1980 (Nova Guinea)
- Coccorchestes vanapa Balogh, 1980 (Nova Guinea)
- Coccorchestes verticillatus Balogh, 1980 (Nova Guinea)
- Coccorchestes vicinus Balogh, 1980 (Nova Guinea)
- Coccorchestes vogelkop Balogh, 1980 (Nova Guinea)
- Coccorchestes waris Balogh, 1980 (Nova Guinea)

## Colaxes
Colaxes Simon, 1900
- Colaxes horton Benjamin, 2004 (Sri Lanka)
- Colaxes nitidiventris Simon, 1900 (Índia)
- Colaxes wanlessi Benjamin, 2004 (Sri Lanka)

## Colyttus
Colyttus Thorell, 1891
- Colyttus bilineatus Thorell, 1891 (Sumatra, Moluques)
- Colyttus lehtineni Zabka, 1985 (Xina, Vietnam)

## Commoris
Commoris Simon, 1902
- Commoris enoplognatha Simon, 1902 (Guadeloupe, Dominica)
- Commoris minor Simon, 1903 (Guadeloupe)
- Commoris modesta Bryant, 1943 (Hispaniola)

## Compsodecta
Compsodecta Simon, 1903
- Compsodecta defloccata (Peckham i Peckham, 1901) (Jamaica)
- Compsodecta grisea (Peckham i Peckham, 1901) (Jamaica)
- Compsodecta haytiensis (Banks, 1903) (Hispaniola)
- Compsodecta maxillosa (F. O. P.-Cambridge, 1901) (Guatemala, El Salvador, Nicaragua)
- Compsodecta montana Chickering, 1946 (Panamà)
- Compsodecta peckhami Bryant, 1943 (Hispaniola)

## Consingis
Consingis Simon, 1900
- Consingis semicana Simon, 1900 (Brasil, Argentina)

## Copocrossa
Copocrossa Simon, 1901
- Copocrossa albozonata Caporiacco, 1949 (Kenya)
- Copocrossa bimaculata Peckham i Peckham, 1903 (Sud-àfrica)
- Copocrossa harpina Simon, 1903 (Sumatra)
- Copocrossa politiventris Simon, 1901 (Malàisia)
- Copocrossa tenuilineata (Simon, 1900) (Queensland)

## Corambis
Corambis Simon, 1901
- Corambis foeldvarii Szüts, 2002 (Nova Caledònia)
- Corambis insignipes (Simon, 1880) (Nova Caledònia, Illes Loyalty)

## Corcovetella
Corcovetella Galiano, 1975
- Corcovetella aemulatrix Galiano, 1975 (Brasil)

## Coryphasia
Coryphasia Simon, 1902
- Coryphasia albibarbis Simon, 1902 (Brasil)
- Coryphasia artemioi Bauab, 1986 (Brasil)
- Coryphasia castaneipedis Mello-Leitão, 1947 (Brasil)
- Coryphasia fasciiventris (Simon, 1902) (Brasil)
- Coryphasia furcata Simon, 1902 (Brasil)
- Coryphasia melloleitaoi Soares i Camargo, 1948 (Brasil)
- Coryphasia nigriventris Mello-Leitão, 1947 (Brasil)
- Coryphasia nuptialis Bauab, 1986 (Brasil)

## Corythalia
Corythalia C. L. Koch, 1850
- Corythalia alacris (Peckham i Peckham, 1896) (Guatemala)
- Corythalia albicincta (F. O. P.-Cambridge, 1901) (Amèrica Central)
- Corythalia arcuata Franganillo, 1930 (Cuba)
  - Corythalia arcuata fulgida Franganillo, 1930 (Cuba)
- Corythalia argentinensis Galiano, 1962 (Argentina)
- Corythalia argyrochrysos (Mello-Leitão, 1946) (Paraguai)
- Corythalia banksi Roewer, 1951 (Hispaniola, Puerto Rico)
- Corythalia barbipes (Mello-Leitão, 1939) (Paraguai)
- Corythalia bicincta Petrunkevitch, 1925 (Panamà)
- Corythalia binotata (F. O. P.-Cambridge, 1901) (Mèxic)
- Corythalia blanda (Peckham i Peckham, 1901) (Trinidad)
- Corythalia brevispina (F. O. P.-Cambridge, 1901) (Guatemala)
- Corythalia bryantae Chickering, 1946 (Panamà)
- Corythalia canalis (Chamberlin, 1925) (Panamà)
- Corythalia chalcea Crane, 1948 (Veneçuela)
- Corythalia chickeringi Kraus, 1955 (El Salvador)
- Corythalia cincta (Badcock, 1932) (Paraguai)
- Corythalia circumcincta (F. O. P.-Cambridge, 1901) (Mèxic)
- Corythalia circumflexa (Mello-Leitão, 1939) (Veneçuela)
- Corythalia clara Chamberlin i Ivie, 1936 (Panamà)
- Corythalia conformans Chamberlin i Ivie, 1936 (Panamà)
- Corythalia conspecta (Peckham i Peckham, 1896) (EUA fins a Costa Rica)
- Corythalia cristata (F. O. P.-Cambridge, 1901) (Mèxic)
- Corythalia cubana Roewer, 1951 (Cuba)
- Corythalia diffusa Chamberlin i Ivie, 1936 (Panamà)
- Corythalia electa (Peckham i Peckham, 1901) (Colòmbia)
- Corythalia elegantissima (Simon, 1888) (Hispaniola)
- Corythalia emertoni Bryant, 1940 (Cuba)
- Corythalia excavata (F. O. P.-Cambridge, 1901) (Mèxic)
- Corythalia fimbriata (Peckham i Peckham, 1901) (Brasil)
- Corythalia flavida (F. O. P.-Cambridge, 1901) (Guatemala)
- Corythalia gloriae Petrunkevitch, 1930 (Puerto Rico)
- Corythalia grata (Peckham i Peckham, 1901) (Brasil)
- Corythalia hadzji Caporiacco, 1947 (Guyana)
- Corythalia heliophanina (Taczanowski, 1871) (Guaiana Francesa)
- Corythalia iridescens Petrunkevitch, 1926 (Illes Virgin)
- Corythalia latipes (C. L. Koch, 1846) (Brasil)
- Corythalia locuples (Simon, 1888) (Hispaniola)
- Corythalia luctuosa Caporiacco, 1954 (Guaiana Francesa)
- Corythalia metallica (Peckham i Peckham, 1895) (St. Vincent)
- Corythalia modesta Chickering, 1946 (Panamà)
- Corythalia murcida (F. O. P.-Cambridge, 1901) (Amèrica Central)
- Corythalia neglecta Kraus, 1955 (El Salvador)
- Corythalia nigriventer (F. O. P.-Cambridge, 1901) (Panamà)
- Corythalia nigropicta (F. O. P.-Cambridge, 1901) (Amèrica Central)
- Corythalia noda (Chamberlin, 1916) (Perú)
- Corythalia obsoleta Banks, 1929 (Panamà)
- Corythalia opima (Peckham i Peckham, 1885) (EUA fins a Panamà)
- Corythalia Panamàna Petrunkevitch, 1925 (Panamà)
- Corythalia parva (Peckham i Peckham, 1901) (Brasil)
- Corythalia parvula (Peckham i Peckham, 1896) (de Mèxic fins a Panamà)
- Corythalia peckhami Petrunkevitch, 1914 (Dominica)
- Corythalia penicillata (F. O. P.-Cambridge, 1901) (Mèxic, Guatemala)
- Corythalia placata (Peckham i Peckham, 1901) (Trinidad)
- Corythalia porphyra Brüning i Cutler, 1995 (Costa Rica)
- Corythalia pulchra Petrunkevitch, 1925 (Panamà)
- Corythalia quadriguttata (F. O. P.-Cambridge, 1901) (de Mèxic fins a Panamà)
- Corythalia roeweri Kraus, 1955 (El Salvador)
- Corythalia rugosa Kraus, 1955 (El Salvador)
- Corythalia serrapophysis (Chamberlin i Ivie, 1936) (Panamà)
- Corythalia spiralis (F. O. P.-Cambridge, 1901) (El Salvador fins a Panamà)
- Corythalia spirorbis (F. O. P.-Cambridge, 1901) (Panamà)
- Corythalia squamata Bryant, 1940 (Cuba)
- Corythalia sulphurea (F. O. P.-Cambridge, 1901) (Costa Rica, Panamà)
- Corythalia tristriata Bryant, 1942 (Puerto Rico)
- Corythalia tropica (Mello-Leitão, 1939) (Veneçuela)
- Corythalia ursina (Mello-Leitão, 1940) (Guyana)
- Corythalia valida (Peckham i Peckham, 1901) (Brasil)
- Corythalia variegata Caporiacco, 1954 (Guaiana Francesa)
- Corythalia vervloeti Soares i Camargo, 1948 (Brasil)
- Corythalia voluta (F. O. P.-Cambridge, 1901) (El Salvador, Panamà)
- Corythalia walecki (Taczanowski, 1871) (Guyana, Guaiana Francesa)
- Corythalia xanthopa Crane, 1948 (Veneçuela)

## Cosmophasis
Cosmophasis Simon, 1901
- Cosmophasis albipes Berland i Millot, 1941 (Guinea)
- Cosmophasis albomaculata Schenkel, 1944 (Timor)
- Cosmophasis arborea Berry, Beatty i Prószynski, 1997 (Illes Carolina)
- Cosmophasis australis Simon, 1902 (Sud-àfrica)
- Cosmophasis bitaeniata (Keyserling, 1882) (Nova Guinea, Austràlia, Micronesia)
- Cosmophasis caerulea Simon, 1901 (Àfrica occidental)
- Cosmophasis chlorophthalma (Simon, 1898) (Noves Hèbrides)
- Cosmophasis chopardi Berland i Millot, 1941 (Costa d'Ivori)
- Cosmophasis cypria (Thorell, 1890) (Java)
- Cosmophasis depilata Caporiacco, 1940 (Etiòpia)
- Cosmophasis estrellaensis Barrion i Litsinger, 1995 (Filipines)
- Cosmophasis fagei Lessert, 1925 (Àfrica oriental)
- Cosmophasis fazanica Caporiacco, 1936 (Líbia)
- Cosmophasis gemmans (Thorell, 1890) (Sumatra)
- Cosmophasis lami Berry, Beatty i Prószynski, 1997 (Fiji)
- Cosmophasis laticlavia (Thorell, 1892) (Sumatra)
- Cosmophasis longiventris Simon, 1903 (Vietnam)
- Cosmophasis lucidiventris Simon, 1910 (Gabon)
- Cosmophasis maculiventris Strand, 1911 (Illes Aru)
- Cosmophasis marxi (Thorell, 1890) (Sumatra, Java)
- Cosmophasis masarangi Merian, 1911 (Sulawesi)
- Cosmophasis micans (L. Koch, 1880) (Queensland)
- Cosmophasis micarioides (L. Koch, 1880) (Nova Guinea, Queensland, Illes Salomó)
- Cosmophasis miniaceomicans (Simon, 1888) (Illes Andaman)
- Cosmophasis modesta (L. Koch, 1880) (Queensland)
- Cosmophasis monacha (Thorell, 1881) (Nova Guinea)
- Cosmophasis muralis Berry, Beatty i Prószynski, 1997 (Illes Carolina)
- Cosmophasis natalensis Lawrence, 1942 (Sud-àfrica)
- Cosmophasis nigrocyanea (Simon, 1885) (Iemen, Etiòpia)
- Cosmophasis obscura (Keyserling, 1882) (Queensland)
- Cosmophasis olorina (Simon, 1901) (Sri Lanka)
- Cosmophasis orsimoides Strand, 1911 (Illes Kei)
- Cosmophasis parangpilota Barrion i Litsinger, 1995 (Filipines)
- Cosmophasis psittacina (Thorell, 1887) (Birmània)
- Cosmophasis pulchella Caporiacco, 1947 (Etiòpia)
- Cosmophasis quadricincta (Simon, 1885) (Singapur)
- Cosmophasis quadrimaculata Lawrence, 1942 (Sud-àfrica)
- Cosmophasis risbeci Berland, 1938 (Noves Hèbrides)
- Cosmophasis squamata Kulczyn'ski, 1910 (Illes Salomó, Seychelles)
- Cosmophasis strandi Caporiacco, 1947 (Àfrica oriental)
- Cosmophasis thalassina (C. L. Koch, 1846) (Malàisia fins a Austràlia)
- Cosmophasis tricincta Simon, 1910 (Bioko)
- Cosmophasis trioipina Barrion i Litsinger, 1995 (Filipines)
- Cosmophasis umbratica Simon, 1903 (Índia fins a Sumatra)
- Cosmophasis viridifasciata (Doleschall, 1859) (Sumatra fins a Nova Guinea)
- Cosmophasis weyersi (Simon, 1899) (Sumatra)

## Cotinusa
Cotinusa Simon, 1900
- Cotinusa adelae Mello-Leitão, 1944 (Argentina)
- Cotinusa albescens Mello-Leitão, 1945 (Argentina)
- Cotinusa bisetosa Simon, 1900 (Veneçuela)
- Cotinusa bryantae Chickering, 1946 (Panamà)
- Cotinusa cancellata (Mello-Leitão, 1943) (Brasil)
- Cotinusa deserta (Peckham i Peckham, 1894) (Brasil)
- Cotinusa dimidiata Simon, 1900 (Perú)
- Cotinusa distincta (Peckham i Peckham, 1888) (Mèxic fins a Perú)
- Cotinusa fenestrata (Taczanowski, 1878) (Perú)
- Cotinusa gemmea (Peckham i Peckham, 1894) (Brasil)
- Cotinusa gertschi (Mello-Leitão, 1947) (Brasil)
- Cotinusa horatia (Peckham i Peckham, 1894) (Brasil)
- Cotinusa irregularis (Mello-Leitão, 1945) (Argentina)
- Cotinusa leucoprocta (Mello-Leitão, 1947) (Brasil)
- Cotinusa magna (Peckham i Peckham, 1894) (Brasil)
- Cotinusa mathematica (Mello-Leitão, 1917) (Brasil)
- Cotinusa melanura Mello-Leitão, 1939 (Paraguai)
- Cotinusa puella Simon, 1900 (Brasil)
- Cotinusa pulchra Mello-Leitão, 1917 (Brasil)
- Cotinusa rosascostai Mello-Leitão, 1944 (Argentina)
- Cotinusa rubriceps (Mello-Leitão, 1947) (Brasil)
- Cotinusa septempunctata Simon, 1900 (Veneçuela)
- Cotinusa simoni Chickering, 1946 (Panamà)
- Cotinusa splendida (Dyal, 1935) (Pakistan)
- Cotinusa stolzmanni (Taczanowski, 1878) (Perú)
- Cotinusa trifasciata (Mello-Leitão, 1943) (Brasil)
- Cotinusa trimaculata Mello-Leitão, 1922 (Brasil)
- Cotinusa vittata Simon, 1900 (Brasil)

## Curubis
Curubis Simon, 1902
- Curubis annulata Simon, 1902 (Sri Lanka)
- Curubis erratica Simon, 1902 (Sri Lanka)
- Curubis sipeki Dobroruka, 2004 (Índia)
- Curubis tetrica Simon, 1902 (Sri Lanka)

## Cylistella
Cylistella Simon, 1901
- Cylistella adjacens (O. P.-Cambridge, 1896) (Mèxic, Costa Rica)
- Cylistella castanea Petrunkevitch, 1925 (Panamà)
- Cylistella coccinelloides (O. P.-Cambridge, 1869) (Brasil)
- Cylistella cuprea (Simon, 1864) (Brasil)
- Cylistella fulva Chickering, 1946 (Panamà)
- Cylistella sanctipauli Soares i Camargo, 1948 (Brasil)
- Cylistella scarabaeoides (O. P.-Cambridge, 1894) (Mèxic)

## Cyllodania
Cyllodania Simon, 1902
- Cyllodania bicruciata Simon, 1902 (Panamà, Veneçuela)
- Cyllodania minuta Galiano, 1977 (Perú)

## Cynapes
Cynapes Simon, 1900
- Cynapes baptizatus (Butler, 1876) (Rodriguez)
- Cynapes canosus Simon, 1900 (Mauritius)
- Cynapes wrighti (Blackwall, 1877) (Seychelles)

## Cyrba
Cyrba Simon, 1876
- Cyrba algerina (Lucas, 1846) (Illes Canàries fins a Àsia central)
- Cyrba armillata Peckham i Peckham, 1907 (Borneo)
- Cyrba bidentata Strand, 1906 (Etiòpia)
- Cyrba boveyi Lessert, 1933 (Central Africa)
- Cyrba dotata Peckham i Peckham, 1903 (Sud-àfrica)
- Cyrba legendrei Wanless, 1984 (Madagascar, Illes Comoro)
- Cyrba lineata Wanless, 1984 (Sud-àfrica)
- Cyrba nigrimana Simon, 1900 (South, Àfrica oriental)
- Cyrba ocellata (Kroneberg, 1875) (Somalia, el Sudan fins a la Xina, Austràlia)
- Cyrba simoni Wijesinghe, 1993 (Tropical Africa)
- Cyrba szechenyii Karsch, 1898 (Hong Kong)

## Cytaea
Cytaea Keyserling, 1882
- Cytaea aeneomicans Simon, 1902 (Lombok)
- Cytaea albichelis Strand, 1911 (Illes Kei)
- Cytaea albolimbata Simon, 1888 (Illes Andaman)
- Cytaea argentosa (Thorell, 1881) (Nova Guinea)
- Cytaea barbatissima (Keyserling, 1881) (Queensland, Nova Gal·les del Sud)
- Cytaea carolinensis Berry, Beatty i Prószynski, 1998 (Illes Carolina)
- Cytaea catella (Thorell, 1891) (Nova Guinea)
- Cytaea clarovittata (Keyserling, 1881) (Nova Gal·les del Sud)
- Cytaea dispalans (Thorell, 1892) (Java)
- Cytaea fibula Berland, 1938 (Noves Hèbrides)
- Cytaea flavolineata Berland, 1938 (Noves Hèbrides)
- Cytaea frontaligera (Thorell, 1881) (Nova Guinea, Queensland)
- Cytaea guentheri Thorell, 1895 (Birmània)
- Cytaea haematica Simon, 1902 (Java)
- Cytaea haematicoides Strand, 1911 (Illes Aru)
- Cytaea koronivia Berry, Beatty i Prószynski, 1998 (Fiji)
- Cytaea laodamia Hogg, 1918 (Nova Guinea)
- Cytaea laticeps (Thorell, 1878) (Amboina)
- Cytaea lepida Kulczyn'ski, 1910 (Illes Salomó)
- Cytaea levii Peng i Li, 2002 (Taiwan)
- Cytaea mitellata (Thorell, 1881) (Nova Guinea)
- Cytaea morrisoni Dunn, 1951 (Austràlia Occidental)
- Cytaea nausori Berry, Beatty i Prószynski, 1998 (Fiji)
- Cytaea nigriventris (Keyserling, 1881) (Queensland)
- Cytaea nimbata (Thorell, 1881) (Nova Guinea)
- Cytaea oreophila Simon, 1902 (Java, Sumatra)
- Cytaea piscula (L. Koch, 1867) (Nova Gal·les del Sud, Samoa)
  - Cytaea piscula subsiliens (Kulczyn'ski, 1910) (Samoa, Nova Gal·les del Sud)
- Cytaea plumbeiventris (Keyserling, 1881) (Nova Guinea, Queensland)
- Cytaea ponapensis Berry, Beatty i Prószynski, 1998 (Illes Carolina)
- Cytaea rai Berry, Beatty i Prószynski, 1998 (Illes Carolina)
- Cytaea rubra (Walckenaer, 1837) (Nova Guinea)
- Cytaea severa (Thorell, 1881) (Queensland)
- Cytaea sinuata (Doleschall, 1859) (Filipines fins a Austràlia)
- Cytaea sylvia Hogg, 1915 (Nova Guinea)
- Cytaea trispinifera Marples, 1955 (Samoa)
- Cytaea vitiensis Berry, Beatty i Prószynski, 1998 (Fiji)